# 일신교

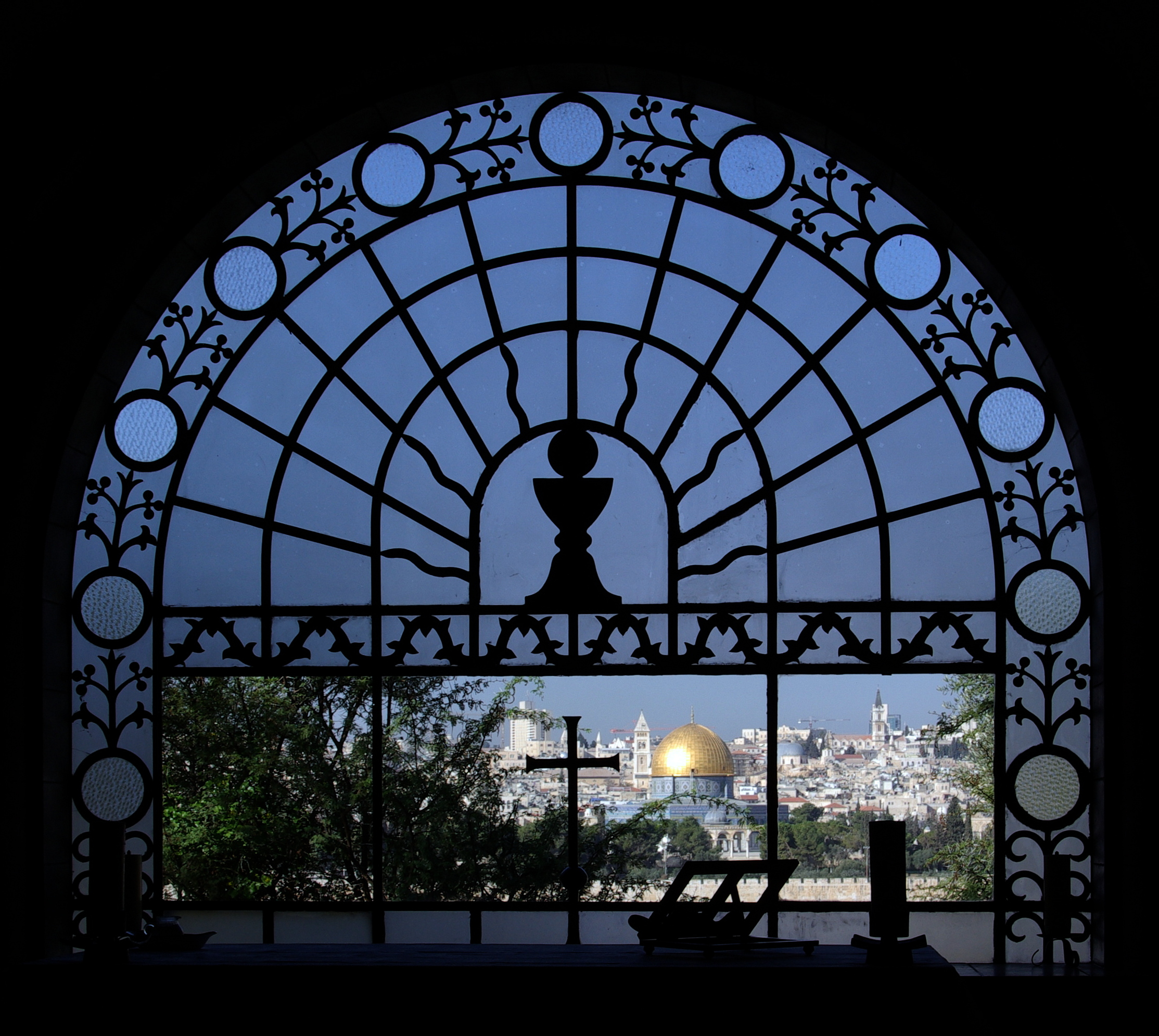

일신교(一神敎 · Monotheism,توحيد), 또는 유일신교(唯一神敎)는 오직 하나의 신만이 존재한다는 믿음이다. 유대교, 이슬람교와 같은 아브라함 계통의 종교가 대표적이다.

## 개요
일신교는 기본적으로 하나의 신만을 섬기는 것을 의미한다. 그러나 하나의 신만을 섬긴다고 해서 그것이 항상 엄격한 일신교, 즉 절대적 일신교인 것은 아니다. 경쟁하는 다른 여러 신 중에 하나의 신만을 경배한다는 의미일 수도 있기 때문이다. 타나크 토라 신명기 5장 10절의 "내 앞에서 다른 신을 섬기지 말라."는 말에는 이러한 것이 암시되어 있다. 다신교라 할지라도 내재적인 유일신을 인정할 수 있다. 고대 그리스 철학자들은 신이 어떤 식으로든 세계에 내재되어 있다고 여겼으며, 힌두교에서는 세계 자체는 환영이며 브라만만이 우주의 궁극적인 실재라고 파악한다는 점에서 힌두교 역시 덜 엄격한 일신교라고 볼 수 있다는 주장도 있다. 이런 주장에 입각할 때, 아브라함 계통의 종교를 절대적 일신교라고 한다면 힌두교는 선택적 일신교, 즉 단일신교에 해당한다. 정토진종의 경우도 여러 신과 부처를 인정하나 오직 아미타불에만 의지하므로 선택적 일신교, 즉 단일신교에 해당한다고 볼 수 있다.
오늘날 일신교는 일반적으로 오직 하나의 신만이 존재한다고 믿는 유일신교를 뜻한다. 이와 달리 여러 신을 인정하며 그 중 하나만을 신앙의 대상으로 삼는 믿음은 선택적 일신교 즉 단일신교로 구분하기도 한다. 일신숭배도 여러 신을 인정하며 그 중 하나만을 신앙의 대상으로 삼는다는 점에서는 단일신교와 동일하다.

## 기원
| “ | 아름답구나 나의 신은 / 하늘에 오르시는도다. / 아아! 영원토록 천지를 주관하는 신이시여, / 신의 고귀하신 빛은 / 만인을 두루 비추시고, / 그 빛이 닿는 곳에 / 밝음이 있도다 | ” |
|   | — 아크나톤의 기도문, 인간의 역사 2, 34쪽에서 재인용 |   |

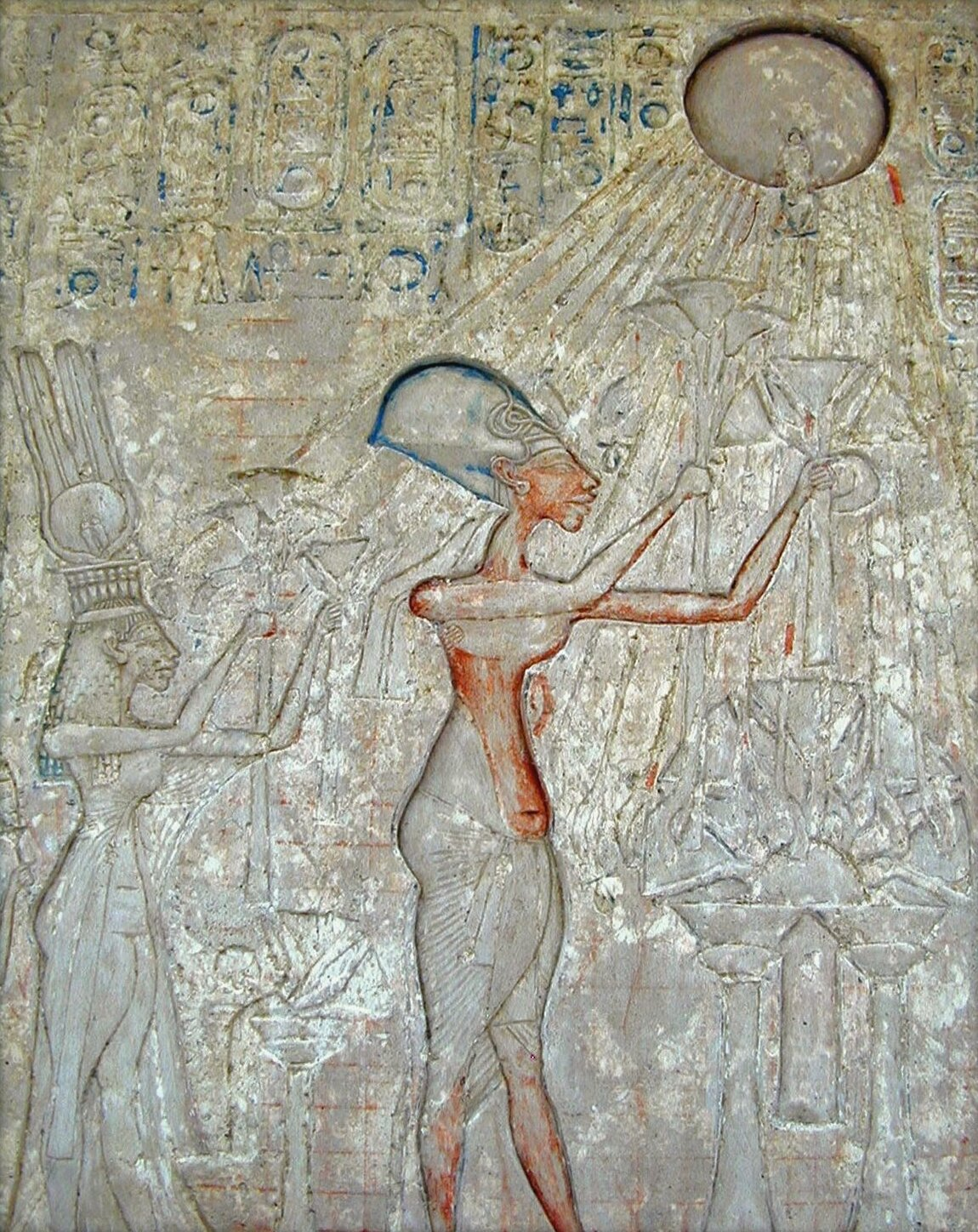
아크나톤의 아들 투탕카멘의 묘에서 발견된 석판. 아크나톤과 그의 가족들이 아톤을 경배하고 있다.

기원전 1353년에서 기원전 1336년사이에 이집트 제18왕조의 파라오였던 아크나톤은 유일신인 아톤만이 존재하며 그가 세상을 창조하고 관할한다는 새로운 신앙을 선포하였다. 그는 기존의 이집트 신앙에 따라 지어진 자신의 이름 아멘호테프 4세를 버리고 '아톤신을 모시는 사람' 또는 '아톤에게 쓸모있는 사람'이란 의미인 아크나톤으로 이름을 바꿨다. 아크나톤의 이러한 선포는 급속도로 팽창한 당시 이집트 세계에서 오랫동안 기득권을 누리고 있던 아멘신을 섬기는 신관들의 권력을 견제하기 위한 것이었다. 그는 신관들의 영향력에서 벗어나고자 수도를 테베에서 아마르나로 옮겼다. 그러나 그의 이러한 유일신 신앙 선포는 아멘 신관의 강력한 반발에 의해 실패로 돌아 갔고 그의 사후 아마르나는 파괴되었다. 후일 모세는 이러한 아톤 신앙에 영향을 받은 것으로 여겨진다.
한편 고대 중동에서는 조로아스터교와 같은 단일신교가 널리 전파되어 있었다. 조로아스터교는 세상을 선의 신 아후라 마즈다와 악의 신 아흐리만의 대결이 장으로 보고 인간의 의지로 선과 악을 선택할 수 있으며 최후의 심판 때 선의 신이 승리하여 그를 믿는 모든 이를 구원할 것이라 믿는다. 그들의 이러한 신앙은 후일 아브라함 계통의 종교에 많은 영향을 주었다는 주장도 있다.
한편 플로티노스와 같은 신플라톤주의 철학자들은 신을 최고의 정신이자 절대자로서 파악하였다. 플로티노스는 플라톤의 선의 형상을 일종의 인격으로 해석하고 이 세계를 창조한 분할할 수 없는 통일체로 보았다. 그의 이러한 견해는 후일 기독교와 이슬람에 큰 영향을 주었을 것이라는 추측이 있다.

## 견해
오늘날 유일신을 믿는 종교들은 각자 유일신에 대한 고유한 신학적 견해를 지니고 있다.
- 아브라함 계통의 종교: 유대교, 기독교, 이슬람과 같은 아브라함 계통의 종교에서 신은 오직 하나이신 분이며, 이 세상을 창조하신 분이고 전지전능한 절대자이다.

- 시크교 - 아브라함 계통의 이슬람교가 힌두교와 융합되면서 시크교는 유일신교가 되었다.

## 같이 보기
- 천도교
- 덴리교
- 이신론
- 우상숭배
- 지적 설계
- 내재신론
- 범신론
- 부동의 동자